# Laurent Pichon
Laurent Pichon (Quimper, 19 luglio 1986) è un ex ciclista su strada francese, è stato professionista dal 2010 al 2023.

## Palmarès

### Strada
- 2009 (dilettanti)

Grand Prix de Plouay dilettanti
Route bretonne
Classifica generale Essor breton
Grand Prix de la Pentecôte de Moncontour
- 2010 (Bretagne-Schuller, due vittorie)

5ª tappa Circuit des plages vendéennes
7ª tappa Tour de Normandie (Ducey > Bagnoles-de-l'Orne)
- 2011 (Bretagne-Schuller, due vittorie)

3ª tappa Circuit des Ardennes (Bogny-sur-Meuse > Bogny-sur-Meuse)
Classifica generale Kreiz Breizh Elites
- 2012 (Bretagne-Schuller, una vittoria)

Classifica generale Boucles de la Mayenne
- 2017 (Fortuneo-Vital Concept, tre vittorie)

Classic Loire Atlantique
Route Adélie de Vitré
1ª tappa, 1ª semitappa Settimana Internazionale di Coppi e Bartali (Gatteo a Mare > Gatteo a Mare)

#### Altri successi
- 2011 (Bretagne-Schuller)

Classifica giovani 4 Jours de Dunkerque
- 2017 (Fortuneo)

Classifica generale Coppa di Francia

### Pista
- 2010

Campionati francesi, Scratch

## Piazzamenti

### Grandi Giri
- Giro d'Italia

2013: 163º
2014: 129º
- Tour de France

2017: 125º
2018: 98º
2023: 124º
- Vuelta a España

2015: 111º
2016: ritirato (16ª tappa)

### Classiche monumento
- Milano-Sanremo

2015: 33º
2020: 120º
2022: 76º
- Parigi-Roubaix

2012: ritirato
2022: 8º
- Liegi-Bastogne-Liegi

2013: ritirato
2014: 92º
2015: 78º
2016: 74º
2018: ritirato
2020: ritirato
2021: 43º

### Competizioni mondiali
- Campionati del mondo

Ponferrada 2014 - Cronosquadre: 11°